# Cinematic
Cinematic war ein deutsches Studioprojekt aus Hennef (Sieg), das darauf spezialisiert war, erfolgreiche Filmmusiken im Sound der 1990er Jahre neu zu produzieren.

## Biografie
Bei Cinematic arbeiteten Helmuth Rüßmann und Willi Stumm zusammen. Rüßmann machte sich u. a. als Produzent von Andreas Martin, BAP und Brings einen Namen. Stumm war z. B. an Die längste Single der Welt – Teil 2 von Wolfgang Petry beteiligt.
Der größte Hit von Cinematic war die Neuauflage des Titels La-Le-Lu aus dem Film Wenn der Vater mit dem Sohne (1955), gesungen von Heinz Rühmann. Aus dem Streifen Die Drei von der Tankstelle (1930) stammt das Lied Ein guter Freund, mit dessen Remix das Kölner Projekt einen weiteren Erfolg verbuchen konnte.
Die beiden letzten Singles des Projekts erschienen 1995. High Noon, das Samples der Musik des Films Zwölf Uhr mittags enthielt, und Die Made, eine Vertonung des gleichnamigen Gedichts von Heinz Erhardt, blieben unbeachtet.

## Diskografie (Singles)
- 1993: Unser Lied (La le lu) (feat. Heinz Rühmann & Oliver Grimm)
- 1994: Ein guter Freund (feat. Heinz Rühmann)
- 1995: Die Made (mit Heinz Erhardt)
- 1995: High Noon